# 瘤果茶
瘤果茶（学名：Camellia tuberculata）为山茶科山茶属下的一个种。

## 扩展阅读
- 維基物種上的相關：瘤果茶